# William Lawrence (Politiker, 1814)

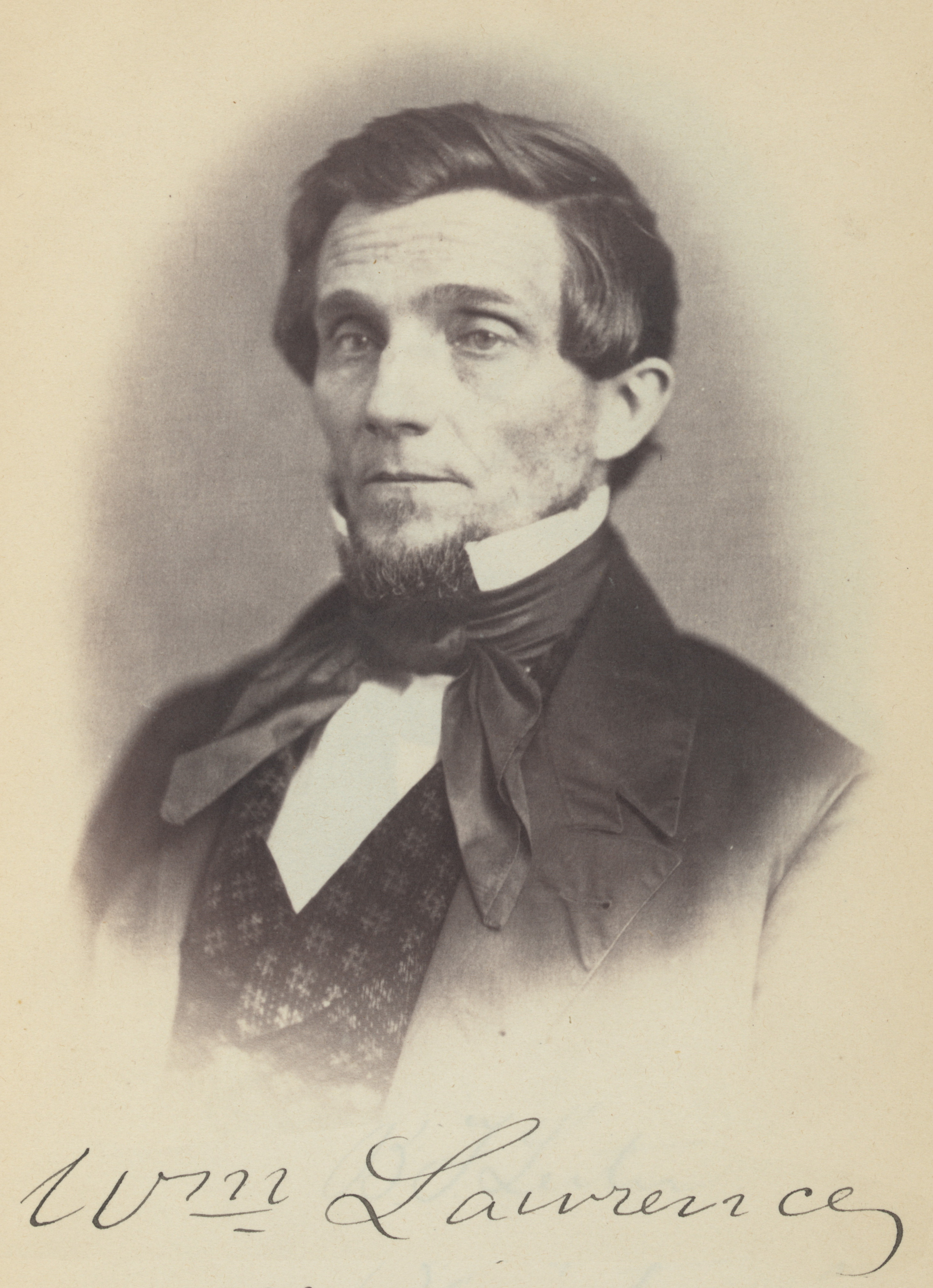
William Lawrence (1859)

William Lawrence (* 2. September 1814 in Old Washington, Guernsey County, Ohio; † 8. September 1895 ebenda) war ein US-amerikanischer Politiker. Zwischen 1857 und 1859 vertrat er den Bundesstaat Ohio im US-Repräsentantenhaus.

## Werdegang
William Lawrence genoss eine klassische Ausbildung. Im Jahr 1835 absolvierte er das Jefferson College in Canonsburg (Pennsylvania). Danach betätigte er sich in der Landwirtschaft. Gleichzeitig schlug er als Mitglied der Demokratischen Partei eine politische Laufbahn ein. Bei den Präsidentschaftswahlen des Jahres 1848 war er demokratischer Wahlmann für den unterlegenen Kandidaten Lewis Cass. 1843 war er Abgeordneter im Repräsentantenhaus von Ohio; in den Jahren 1856 und 1857 gehörte er dem Staatssenat an. Im Jahr 1851 war er Delegierter auf einem Verfassungskonvent seines Staates.
Bei den Kongresswahlen des Jahres 1856 wurde Lawrence im 17. Wahlbezirk von Ohio in das US-Repräsentantenhaus in Washington, D.C. gewählt, wo er am 4. März 1857 die Nachfolge von Charles J. Albright antrat. Da er im Jahr 1858 auf eine weitere Kandidatur verzichtete, konnte er bis zum 3. März 1859 nur eine Legislaturperiode im Kongress absolvieren. Diese war von den Ereignissen im Vorfeld des Bürgerkrieges geprägt. Während seiner Zeit als Abgeordneter war Lawrence Vorsitzender des Ausschusses zur Kontrolle der Ausgaben des Finanzministeriums.
Nach dem Ende seiner Zeit im US-Repräsentantenhaus arbeitete William Lawrence in Old Washington im Handel. In den Jahren 1867, 1885, und 1886 saß er erneut im Senat von Ohio. Außerdem war er Vorstandsvorsitzender der dortigen staatlichen Strafanstalt. Er starb am 8. September 1895 in Old Washington, wo er auch beigesetzt wurde.